# Наддаф, Мари Клод
Мари Клод Наддаф — активистка и монахиня. В 1994 году она стала настоятельницей монастыря Доброго Пастыря в Дамаске, а в 1996 году она и её монастырь открыли «Приют Оазис», первое в Сирии учреждение для жертв торговли людьми и домашнего насилия. Она также открыла первую в Сирии телефонную горячую линию при шелтере.
Мари Клод добилась для женщин, ставших жертвами торговли людьми и содержащихся под стражей в полиции в Сирии, права на проживание в шелтере. Она также создала детский сад и программу профессионального образования в женской тюрьме в Дамаске.
В 2010 году она получила Международную женскую награду за отвагу.